# Werner Fenchel
Moritz Werner Fenchel (Berlín, Alemania; 3 de mayo de 1905-Copenhague, Dinamarca; 24 de enero de 1988) fue un matemático alemán.
Escribió su tesis de doctorado en geometría (Über Krümmung und Windung geschlossener Raumkurven) en virtud de Ludwig Bieberbach en la Universidad de Berlín. Luego enseñó en la Universidad de Gotinga.
- Datos: Q1820746